# Cotopaxia asplundii
Cotopaxia asplundii är en flockblommig växtart som beskrevs av Mildred Esther Mathias och Lincoln Constance. Cotopaxia asplundii ingår i släktet Cotopaxia och familjen flockblommiga växter. Inga underarter finns listade i Catalogue of Life.